# Mutěnín

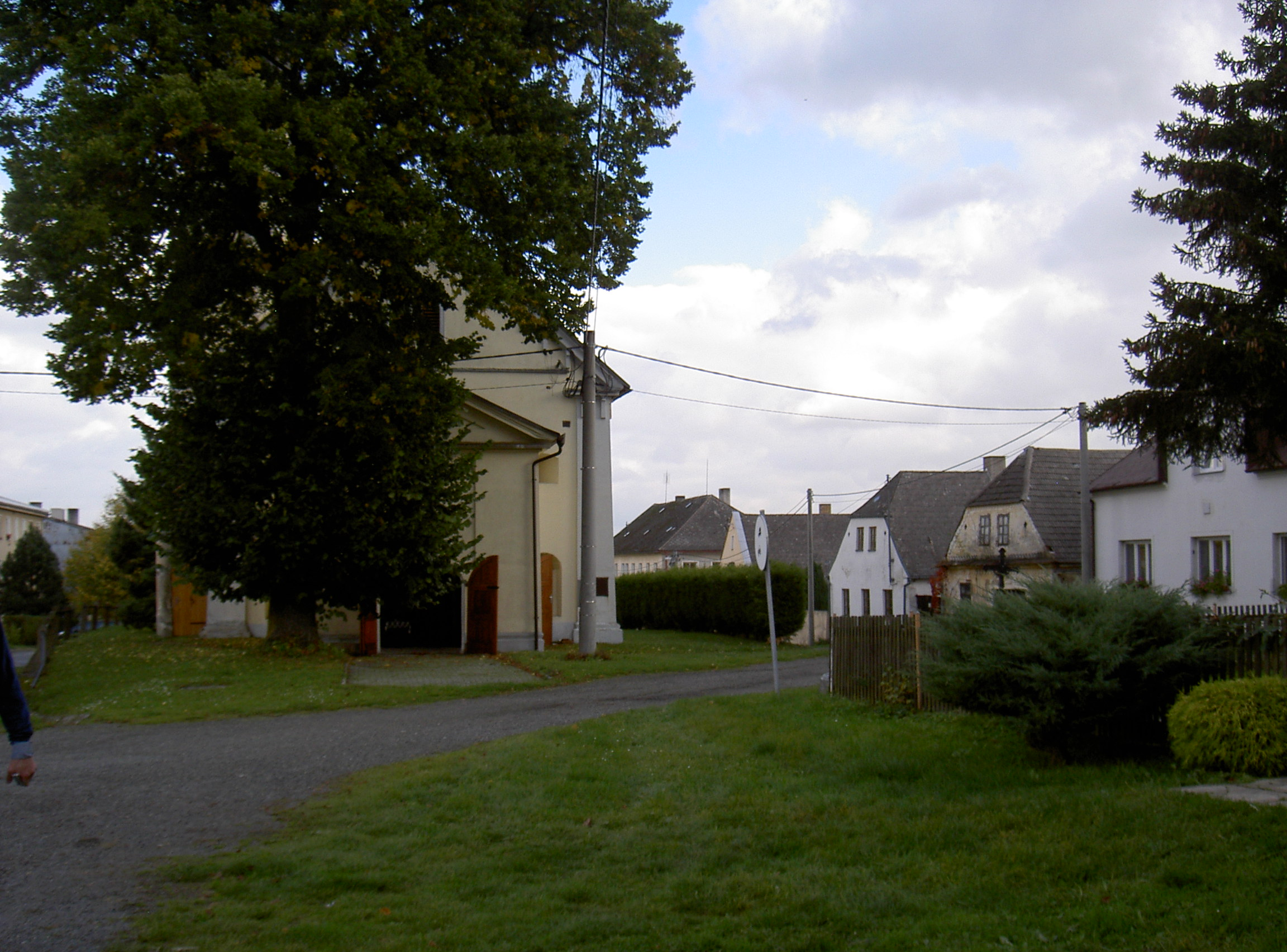
Mutěnín

Mutěnín (deutsch Muttersdorf) ist eine Gemeinde in der Region Plzeňský kraj im Südwesten Böhmens in Tschechien. Auf einer Fläche von 15,48 km² leben 259 Einwohner (2012).

## Nachbargemeinden
Die Nachbargemeinden (im Uhrzeigersinn) sind: Bělá nad Radbuzou, Hostouň, Drahotín, Hora Svatého Václava und Rybník nad Radbuzou.

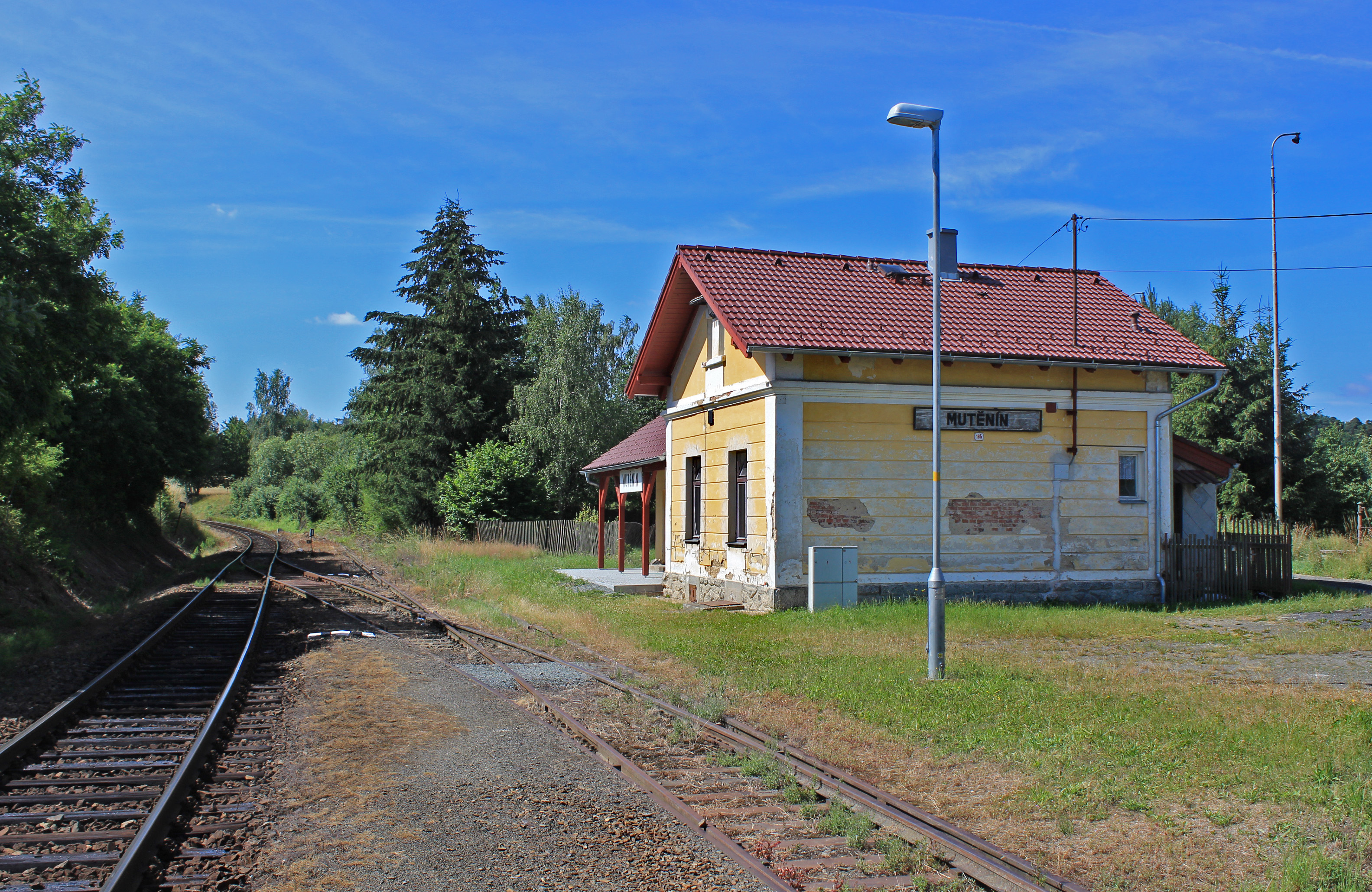
Mutěnín, Bahnhof

| Rybník nad Radbuzou 7 km | Bělá nad Radbuzou 10 km                     | Hostouň 3 km  |
| Rybník nad Radbuzou 7 km | Kompassrose, die auf Nachbargemeinden zeigt | Hostouň 3 km  |
| Rybník nad Radbuzou 7 km | Hora Svatého Václava 5 km                   | Drahotín 3 km |

## Geographie
Die Ortschaft Mutěnín liegt 3 km südwestlich von Hostouň (Hostau) auf dem Nordwestufer des Starý potok (Altbach, auch: Goldbach).
Östlich von Mutěnín verläuft in Nord-Süd-Richtung die Bahnlinie Domažlice-Tachov.
Der Bahnhof Mutěnín liegt 2 km östlich der Ortschaft.
Mutěnín liegt in einer sanften Hügellandschaft, den östlichen Ausläufern des Oberpfälzer Waldes.
Von Norden nach Südwesten ist es in einem weiten Bogen umgeben von den Bergen Lískovecká hůrka (570 m), Lískovec (670 m), Bezvěrovský vrch (666 m), Kamenec (671 m) und Mošna (Muschna Berg, 717 m). Im Ortsgebiet liegen nordöstlich des Marktes die Vinice (Weinberg, 506 m), westlich des Marktes der Ptačinec (541 m) und südlich des Marktes der Šibeniční vrch (Galgenberg, 552 m).

## Ortsname
Der Ortsname Mutěnín stammt vom Gründer des Ortes Mutina von Bukovec (deutsch: Mogolzen) her. In den Jahren 1174 bis 1185 waren die Brüder Dobrohost und Mutina von Bukovec Burggrafen von Prag. Deren Nachkommen siedelten in der Gegend von Mutěnín. Aus Mutěnín wurde bei den deutschen Siedlern zunächst Mutinsdorf, später lautmalerisch Muttersdorf. In einer Verkaufsurkunde aus dem Jahr 1333 schreibt sich der Ortsname Muttestorff. Die tschechische Variante Mutěnín setzte sich nach der Vertreibung der Deutschen aus der Tschechoslowakei in den Jahren 1945 und 1946 weitgehend wieder durch.

## Geschichte

### Vorgeschichte
Die erste Besiedelung erfolgte vielleicht durch Markomannen, die vordringenden Tschechen in Richtung Gebirge auswichen. Im Osten des Ortes sind Reste eines Wasserschlosses erhalten, das wahrscheinlich aus der Zeit um das Jahr 1000 stammte.
Um das Jahr 1000 wurde der Starý potok mit einem langen Damm aus Großen Felsblöcken aufgestaut, so dass ein Weiher mit einer Insel (= Ostrov, Wasserau) entstand. Auf dieser Insel wurde ein hölzernes Wasserschloss errichtet. Die Siedler, die durch den Weiher ihren Grund verloren, wurden westlich von Mutěnín auf einem Hügel angesiedelt. Diese Siedlung erhielt den Namen Ostrov (= Insel, gemeint war eigentlich von der Insel, deutsch: Wasserau).
Mutěnín liegt auf der Grenze zwischen den Gebieten der Pfraumberger Choden im Norden und der Tauser Choden im Süden.
Diese saßen seit ungefähr 1040 in dieser Gegend.
In den Jahren 1174 bis 1185 wurde den Brüdern Dobrohost und Mutina von Bukovec vom böhmischen König hier Land geschenkt. Mutina gründete Mutěnín und Dobrohost gründete Hostouň. Beide Brüder bauten je ein steinernes Wasserschloss. Dobrohost baute es im Westen von Hostouň. Mutina ersetzte im Osten von Mutěnín das hölzerne Wasserschloss durch ein Gebäude aus Stein.
Von diesem Schloss aus entwickelte sich die Ortschaft in Richtung Westen. Es wurden deutsche und fränkische Siedler in den Ort geholt. Mutěnín ist als typisch deutsches Reihendorf angelegt, nicht als Rundling, wie es für slawische Siedlungen typisch war.
Schon vor 1170 gab es einen Weg von Mutěnín nach Bayern. Aus diesem entwickelte sich eine viel begangene alte Zollstraße. Diese Straße führte von Schönsee in Bayern vorbei am Reichenstein über Malý Horšín (Klein Gorschin), Ostrov (Wasserau), Mutěnín (Muttersdorf) nach Hostouň (Hostau).

### 13. bis 15. Jahrhundert
Die erste urkundliche Erwähnung des Dorfes erfolgte im Jahre 1253.
Im 14. Jahrhundert gehörte Mutěnín dem Protiwetz von Muttersdorf und Doberhos dem jungen von Hostau. Sie waren Nachkommen des ursprünglichen Geschlechtes Mutina und Dobrohost. Ihnen gehörten auch die Burg Reichenstein, das Städtchen Schönsee und Dietersdorf (heute, 2020, zu Bayern gehörig). Diesen Besitz verkauften sie 1333 an Ulrich I., Landgraf von Leuchtenberg.
Im 15. Jahrhundert wurde Mutěnín während der Hussitenkriege völlig zerstört, geplündert und seine Einwohner ermordet. Nur eine Witwe mit ihren zwei Kindern überlebte.
1424 war Mutěnín im Besitz des Pawlik von Bělowic. 1464 herrschte Benesch von Mutina über Mutěnín.
Ende des 15. Jahrhunderts gelangte Mutěnín in den Besitz von Nikolaus von Seeberg. Georg von Wiedersperg heiratete die Tochter Margarete des Nikolaus von Seeberg. Für 625 Schock böhmische Groschen wurde Mutěnín an die Wiedersperger verkauft. Bis 1857 verblieb Mutěnín unter der Herrschaft der Wiedersperger.

### 16. Jahrhundert
Im Jahr 1508 wurde Mutěnín als Markt erwähnt. Anfang des 16. Jahrhunderts wurde ungefähr 2 km östlich von Mutěnín Kupfer gefunden. König Ferdinand I. verlieh 1534 dem Prior des Klosters Schönthal die Bergbaubewilligung auf den Gründen des Hans Wiedersperg in Mutěnín. Das Kupferbergwerk wurde bis Anfang des 20. Jahrhunderts in mehreren Betriebsperioden ausgebeutet.
Die Herrschaft über Mutěnín wurde zunächst von den Brüdern Johann und Sebastian von Wiedersperg gemeinsam ausgeübt. Ab 1585 war Johann von Wiedersperg alleiniger Herr von Mutěnín. Er kaufte von Sidonie Holicka von Guttenstein das Gut Zahořan (Sahorschan).
1577 erhielt Mutěnín von Johannes II. von Wiedersperg sein Wappen. Es ist ein quergeteilter Schild. Im oberen Teil auf goldenem Grund ein bärtiger Bergmann mit Hammer und Fäustel. Darunter auf silbernem Grund ein nach rechts springender roter Wolf.
Heinrich von Wiedersperg kaufte zur Herrschaft Mutěnín die Orte Mostek (Schwanenbrückl) und Korytani (Rindl) und den böhmischen Grenzwald Richtung Bayern hinzu. Er schloss einen Vertrag mit seinen Mutěníner Untertanen, die ihm den Stengelmühlweiher abtraten, wofür er ihnen das kleine Weiherl und ein Stück der goldenen Seuchen (Seuchen=Tal) gab.

### 17. Jahrhundert

#### 1600 bis 1618
Anfang des 17. Jahrhunderts war die Gesellschaft in Böhmen gespalten. Auf der einen Seite stand eine mehr Böhmisch gesinnte Partei (Hussiten, Böhmische Brüder, Confessio Bohemica, Böhmische Stände). Dieser Partei ging es um die freie Ausübung der protestantischen Religion in ihrer böhmischen Form, um die Anerkennung der tschechischen Sprache als Landessprache in Böhmen, was als Zeichen böhmischer Eigenstaatlichkeit angesehen wurde, und letzten Endes um die Unabhängigkeit von den Habsburgern. Auf der anderen Seite standen die katholischen, deutschsprachigen Habsburger. Dieser Konflikt führte nach einzelnen Erfolgen der böhmischen Seite zum Prager Fenstersturz und damit zum Dreißigjährigen Krieg.
Von diesen historischen Gegebenheiten wurden auch die Verhältnisse in Mutěnín berührt. Die Bevölkerung von Mutěnín war mehrheitlich deutsch und deutschsprachig. 1615 wurde vom böhmischen Generallandtag eine Sprachenverordnung erlassen, die das Tschechische zur alleinigen Amtssprache erklärte (Sprachenerlass von 1615). Nun war die Kenntnis des Tschechischen Voraussetzung zum Erhalt des böhmischen Inkolats und zum Erhalt politischer Rechte.
Diese Verordnungen irritierten die deutschsprachigen Bewohner Mutěníns.
Johann von Wiedersperg, der Besitzer von Muttersdorf, war in dieser konfliktreichen Zeit um Ausgleich und Kompromiss bemüht. Er beschäftigte auf seinen Besitzungen immer gleichzeitig deutsche und tschechische Schreiber. So konnte jeder seiner Untertanen in seiner eigenen Muttersprache Rechtsprechung und Beratung erhalten.

#### Dreißigjähriger Krieg 1618–1648
1620 kämpfte Jacob von Wiedersperg, Sohn Johanns, im kaiserlichen Heer auf Seiten der Katholiken gegen die Protestanten. Er ging mit rücksichtsloser Strenge gegen die evangelischen Geistlichen vor.
Der Dreißigjährige Krieg plagte Mutěnín mit Plünderungen und Besetzung durch die pfälzischen Truppen (1621). Es kam zu Missernten, Hungersnöten und Seuchen.
1627 wurde unter Kaiser Ferdinand II. der Katholizismus als Staatsreligion wieder durchgesetzt. Er ordnete in Böhmen wieder die deutsche Sprache als zum Tschechischen gleichberechtigte Amtssprache an (Verneuerte Landesordnung). Das Deutsche setzte sich dann im Laufe des 17. Jahrhunderts de facto durch. Amtliche Landesurkunden wurden jedoch in beiden Sprachen ausgefertigt.
1636 wurde Mutěnín von der Pest heimgesucht.
Als 1640 die evangelische Seite die Oberhand gewann, drangen Sachsen und Schweden in das Gebiet von Mutěnín vor. Nun musste Jacob von Wiederspergs Ehefrau Maria Justina geborene Holdingen in die Wälder fliehen. Dort gebar sie am 19. Juni 1644 seinen Sohn Friedrich Franz von Wiedersperg.
Nach dem Tod Johann von Wiederspergs 1644 wurde der Herrschaftsbesitz in drei Teile aufgeteilt. Jacob von Wiedersperg, Sohn Johanns, bekam Mutěnín. Das Gut bestand nun aus Mutěnín mit altem Schloss, Brauhaus, Meierhof, Obstgarten, Herrenmühle und kleine Mühle, Závist (Neid), Švarcava (Böhmisch Schwarzach) und der Lohe von Gorschin.
Ostrov (Wasserau) ging an Leopold Konstantin von Wiedersperg. Georg erhielt Mostek (Schwanenbrückl).

#### 1648 bis 1700
1654 hatte Mutěnín 22 Bauern, 10 Chalupner, 22 Gärtner (Häusler), 1 Neusiedler, 1 abgebranntes Anwesen.
1654–1680 waren in Mutěnín kaiserliche Soldaten einquartiert (Winterquartier). 1684–1687 gab es wieder Einquartierungen wegen der Türkenkriege.

### 18. Jahrhundert
1722 kam es zu einem Aufstand der Mutěníner Leibeigenen mit Teilerfolgen.
1742 waren französische Soldaten in Mutěnín einquartiert infolge des Österreichischen Erbfolgekrieges. In Mutěnín gab es in dieser Zeit einen Soldatenwerbeplatz.
1751 verstarb der Gutsherr Christoph Wenzel von Wiedersperg Er wurde im alten Schloss (beim Meierhof) aufgebahrt. Eine brennende Kerze verursachte einen Großbrand und das alte Schloss brannte vollständig ab. Es wurde nicht wieder aufgebaut. Die herrschaftliche Familie zog in das Herrenhaus am Marktplatz.
Dieses wurde nun Schloss genannt. Beim Meierhof entstand auf dem Platz des alten Schlosses ein einstöckiges Wohnhaus für die Meierhofleute.
1771 herrschte in Mutěnín eine Dürre, die eine Hungersnot nach sich zog.
1781 wurde in Mutěnín die Leibeigenschaft abgeschafft.

### 19. und 20. Jahrhundert
Während der Koalitionskriege hatte Mutěnín wieder unter Einquartierungen (1801 und 1813) zu leiden und die Bewohner wurden zu Kriegshilfsdiensten herangezogen.
Bis 1850 gab es ein Patrimonialgericht in Mutěnín. Danach ging die Gerichtsbarkeit an das Bezirksgericht Hostouň. Die Gemeinde Mutěnín wurde selbständige Körperschaft.
1857 verkauften die Wiedersperger das Gut Mutěnín an Karl Freiherr von Beck auf Ronsperg. Von 1869 bis 1926 war das Gut Mutěnín im Besitz der Grafen Coudenhove-Kalergi.
1902 bekam Mutěnín ein eigenes Postamt und 1910 einen Anschluss an die Eisenbahnstrecke Domažlice-Tachov. Außerdem hatte Mutěnín ein Zollamt.
Im Rahmen der Bodenreform in den Jahren ab 1920 wurden 1926 die Grafen Coudenhove-Kalergi enteignet. Den Meierhof von Mutěnín bekam der Tscheche J. Muzik. Er verwaltete ihn bis 1938. Von 1938 bis 1945 stand der Meierhof unter deutscher Verwaltung. 1945 übernahm der Sohn J. Muziks den Meierhof wieder.
Nach dem Münchner Abkommen wurde Mutěnín dem Deutschen Reich zugeschlagen und gehörte bis 1945 zum Landkreis Bischofteinitz. Seit Ende des Zweiten Weltkrieges gehörte Mutěnín wieder zur Tschechoslowakei, ab 1992 zu Tschechien.
Mutěnín wurde im Mai 1945 zunächst von amerikanischen Truppen besetzt, dann an die Tschechen übergeben. Im Oktober 1945 wurde der gesamte deutsche Besitz an die Tschechen übergeben. Die allgemeine Aussiedelung der deutschen Bevölkerung begann im Mai 1946.

Mutěnín, Lageskizze

## Herrschaften und Besitzer von Mutěnín
- 12.–13. Jahrhundert: Dobrohost und Mutina von Bukovec
- 14. Jahrhundert: Protiwetz von Muttersdorf und Doberhos dem jungen von Hostau
- 1333–1424: Landgrafen von Leuchtenberg
- 1424–1464: Pawlik von Bělowic
- 1464-Ende 15. Jahrhundert: Benesch von Mutina
- Ende 15. Jahrhundert: Nikolaus von Seeberg. Georg von Wiedersperg heiratet Margarethe geborene Henniger von Seeberg, Tochter von Nikolaus von Seeberg, und kauft Mutěnín[6][10]

- Ende 15. Jahrhundert-1857: Wiedersperger von Wiedersperg
  - bis 1532: Georg von Wiedersperg[10]
  - 1532–1569: Johann I von Wiedersperg
  - 1569–1579: Heinrich von Wiedersperg
  - 1579–1625: Johann II von Wiedersperg
  - 1625–1640: Johann III von Wiedersperg
  - 1640–1683: Johann Jakob von Wiedersperg
  - 1683–1734: Franz Friedrich von Wiedersperg
  - 1734–1751: Christoph Wenzel von Wiedersperg
  - 1751–1811: Johann Franz Friedrich von Wiedersperg
  - 1811–1852: Christoph Karl von Wiedersperg
  - 1852–1857: Wilhelm von Wiedersperg

- 1857–1869 Karl Freiherr von Beck auf Ronsperg

- 1869–1926 die Grafen Coudenhove-Kalergi
  - 1869–1893 Franz Karl Coudenhove
  - 1893–1926 dessen Sohn Heinrich von Coudenhove-Kalergi[6]

## Gemeindegliederung
Die Gemeinde Mutěnín besteht aus den Ortsteilen Erazim (Erasmus), Mutěnín (Muttersdorf), Ostrov (Wasserau) und Starý Kramolín (Alt Gramatin). Grundsiedlungseinheiten sind Bezvěrov II (Wasserau II), Erazim, Mutěnín, Ostrov und Starý Kramolín.
Das Gemeindegebiet gliedert sich in die Katastralgebiete Bezvěrov I (Wasserau I), Bezvěrov II, Mutěnín und Starý Kramolín.

## Einwohnerentwicklung in Mutěnín ab 1615
| Jahr | Einwohner                                            |
| ---- | ---------------------------------------------------- |
| 1615 | 60 Untertanen, 192 Personen                          |
| 1644 | 72 Häuser, 218 Personen                              |
| 1713 | 458 Personen                                         |
| 1847 | 1067 Personen                                        |
| 1915 | 1262 Personen                                        |
| 1930 | 205 Häuser, 986 Deutsche, 13 Tschechen, 12 Ausländer |
| 1939 | 986 Personen                                         |
| 1945 | 212 Häuser, ungefähr 1200 Personen                   |
| 2011 | 266 Personen                                         |

Einwohnerentwicklung der Gemeinde Mutěnín ab 1950:

## Wirtschaft, Handel und Industrie
Im Jahr 1920 existierten in Mutěnín 5 Müller, 3 Bäcker, 2 Zuckerbäcker, 6 Gastwirte, 4 Fleischhauer, 2 Gärtner, 1 Binder, 1 Töpfer, 5 Schneider, 8 Schuhmacher, 2 Wagner, 2 Sattler, 1 Frächter, 2 Hebammen und 5 Kaufleute.

### Zünfte
1733 wurde die erste Zunft in Mutěnín gegründet.
Es war eine Bäcker- und Müllerzunft.
1734 kam eine Schneider- und Schuhmacherzunft hinzu.
Außerdem gab es eine Zunft der Maurer, Zimmerer und Fleischhauer, die wahrscheinlich ebenfalls 1733 entstand.
Zu den in Mutěníner Zünften gehörten Horoušany (Horauschen), Ostrov (Wasserau), Velký Horšín (Groß Gorschin), Malý Horšín (Klein Gorschin), Mostek (Schwanenbrückl), Závist (Neid), Švarcava (Böhmisch Schwarzach) und Steinlohe.
Bevor die Mutěníner Zünfte gegründet wurden, gehörten die Handwerker von Mutěnín zu den Hostouňer Zünften.
Die Zunftinspektoren wurden anfangs frei gewählt.
Ab 1800 waren es herrschaftliche Beamte und ab 1850 der Bürgermeister von Mutěnín.
Der Oberinspektor der Mutěníner Zünfte war der Amtsverwalter der jeweiligen Herrschaft von Mutěnín.

### Glashütten
Elias und Valentin Schürer, die Söhne des Glasmeisters Paul Schürer (1504–1594), errichteten um 1560 nahe Mutěnín an der alten Zollstraße Mutěnín-Schönsee eine Glashütte.
Sie erhielten von den Herren Schwanberg auf Pfraumberg für diese Glashütte Waldzinszusicherungen im Grenzwald.
Diese Glashütte gehörte zu den ältesten in der Gegend.
Bereits 1571 bemühte sich Freiherr Johann I. von Wiedersperg bei Kaiser Maximilian um das Verbot dieser Glashütte.
Der Grund dafür war, dass das Holz für das Kupferbergwerk von Muttersdorf gebraucht wurde.
Auch die Weißensulzer Choden klagten 1573 gegen die Glashütte, weil durch deren Holzbedarf der Bestand des Grenzwaldes gefährdet würde.
Die Schwanberger setzten jedoch den Betrieb ihrer Glashütte gegen alle Klagen durch.
Weitere Schwierigkeiten für die Glashütte entstanden durch Streit zwischen den Brüdern Elias und Valentin Schürer.
Valentin gründete bei Schwanenbrückl eine neue Glashütte.
Er starb schon vor 1584.
Elias führte beide Glashütten weiter und richtete sie zugrunde.
Dazu trug bei, dass die Wiedersperger mehr Interesse an ihrem Kupferbergwerk hatten, als an den Glashütten.

### Spiegelerzeugung
In Haselberg bei Grafenried arbeitete Anfang des 19. Jahrhunderts der Spiegelbeleger Martin Sellner.
Seine drei Söhne verheirateten sich 1829 nach Mutěnín.
Seit 1830 betrieben sie dort eine Werkstatt.
Sie kauften von den umliegenden Glashütten Spiegelglas und belegten es mit Quecksilber.
Die fertigen Spiegel trugen sie in einer Hucke bis nach Wien zu Verkauf.
Eine weitere Spiegelwerkstatt entstand Ende der 1840er Jahre.
Sie wurde von Adam Pregler gegründet.
Dessen Vater Wolfgang Pregler war Spiegelbeleger in Ströbl.
Weitere Spiegelwerkstätten gründeten Josef Fleischner (1862) und Ephraim Adelberg.
Durch das verwendete giftige Quecksilber war das Spiegelbelegen sehr gesundheitsschädlich.
Ab 1878 wurde statt Quecksilber Silber verwendet.
Dadurch wurde die Arbeit leichter, gesünder und billiger.
Die vier Spiegelwerkstätten in Mutěnín vereinigten sich 1880 zur Firma "Adelberg und Fleischner".
Die Spiegelherstellung geschah nun fabrikmäßiger.
Es waren 12–15 Arbeiter beschäftigt.
Mehr als 40 Jahre lang leitete Heinrich Pregler, Sohn des Adam Pregler, die Spiegelherstellung.
Pro Jahr wurden bis zu 15.000 Spiegel produziert.
Diese wurden nach Ungarn, in die Türkei, nach Indien, China, Japan und Russland exportiert.
Der Verkauf lief über das Büro der "Vereinigten Spiegelfabriken" in Pilsen.
1912 lösten Adelberg und Fleischner die Fabrik aus Altersgründen auf.

### Ziegelhütten
1692 wurde die erste Ziegelhütte in Mutěnín schriftlich bezeugt.
Sie wurde von Friedrich Franz von Wiedersperg errichtet.
Anfang der 1730er Jahre wurde ihr Betrieb eingestellt.
1820 wurde die zweite Ziegelhütte in Betrieb genommen.
Sie wurde 1831 an Josef Kellner verpachtet.
Johann Kirsch aus Dolní Huť (Unterhütten) war 1852 Ziegler in Mutěnín.
Ihm folgte der Meierhofpächter Halla 1858.
Dieser verkaufte die Hütte 1873 an Bürzl.
Eine weitere Ziegelhütte betrieb Andreas Spörl bis 1876.
1877 wütete ein Großbrand in Mutěnín.
Für den Neubau der abgebrannten Häuser wurden drei Ziegelhütten in Betrieb genommen.
Bürgermeister Andreas Schnobrich errichtete eine eigene Ziegelhütte, die 1893 die Ziegel zum Schulneubau lieferte.

### Mühlen
Schon 1615 gab es die Stoffelmühle.
1644 hatte Mutěnín eine Herrenmühle und eine kleine Mühle.
1779 entstand die Unter-Mühle.
Außerdem gab es 1786 noch eine Hühnermühle.
Auf Höhe der Ortsmitte befand sich die Stengelmühle.

### Brauereien

#### Bierbrauerei
1644 wurde von Jacob Johann von Wiedersperg im Meierhof von Mutěnín eine Bier-Brauerei gegründet.
Sie hatte vier kupferne Braupfannen, große und kleine Kühlbottiche, Mischbottiche und Fässer.
Außerdem gab es Böden für das Malz und zwei Hopfengärten.
Das zum Brauen benötigte Holz mussten die Mutěníner Bauern kostenlos anliefern, pro Hof drei Klafter.
In Mutěnín gab es zwei Schankhäuser, die zur Brauerei gehörten.
Die beiden Brüder von Jacob Johann von Wiedersperg, Leopold Konstantin von Wiedersperg, Herr über Ostrov (Wasserau), und Georg von Wiedersperg, Herr über Mostek (Schwanenbrückl), durften pro Jahr für ihren Eigenbedarf mit eigenem Holz und auf eigene Kosten jeder zwei Gebräu Bier brauen.
Dafür sollten sie ihren Untertanen erlauben, ihr Bier bei der Mutěníner Brauerei zu kaufen.
Alle Gasthäuser, die zur Mutěníner Herrschaft gehörten, waren verpflichtet ausschließlich Mutěníner Bier auszuschenken.
Das ging so weit, dass selbst Steinlohe als es von 1708 bis 1763 zu Mutěnín gehörte, sein Bier von dort beziehen musste, was beinahe zu einer Revolte der Steinloher Bauern führte.
Selbst 1886, als schon alle diese Verpflichtungen aufgehoben waren, wurde der Wirt von Františkova Studánka (Franzbrunnhütte) gezwungen, nur Mutěníner Bier auszuschenken.
1814 wurde die Brauerei auf 6 Jahre an Franz Kischpert und danach an verschiedene andere Bürger verpachtet.
Ihr letzter Besitzer war Graf Coudenhove.
Dieser schloss 1901 die Brauerei.

#### Branntweinbrennerei
1734 kaufte der Mutěníner Gutsherr Christoph Wenzel von Wiedersperg († 1751 in Mutěnín) das Haus 105 von Hans Gremmer.
Er errichtete im Hof dieses Hauses eine Branntweinbrennerei (= Haus Nr. 131).
Branntweinbrenner war der Jude Abraham (Antschl) Löbl, der gleichzeitig Judenrichter war.
1753 wurden die Häuser 104 (für 60 Gulden) und 105 (für 80 Gulden) und 1776 auch die Brennerei, Haus Nr. 131 (für 50 Gulden), an Abraham Löbl verkauft.

### Kupferbergwerk
1534 erhielt der Prior des Klosters Schönthal von König Ferdinand I. die Bergbaubewilligung.
Fürsprecher war Herzog Friedrich von Bayern und Pfalzgraf am Rhein.
Grundherr war Johann I. von Wiedersperg.
Er verhandelte im Jahr 1538 mit dem Nürnberger Rat wegen der Abnahme von Kupfer.
In Schönthals Umgebung gab es Schmelzöfen.
Das Kupfererz wurde auf einer alten Hochstraße von Mutěnín nach Schönthal gebracht.
Diese Hochstraße verlief von Mutěnín nach Šidlákov (Schilligkau), am Hang entlang nach Závist (Neid), auf der Europäischen Hauptwasserscheide bis zur Pihaken-Kapelle, weiter über Hraničná (Paadorf) oder über Horní Huť (Oberhütten) nach Steinlohe und über Treffelstein und Kritzenast nach Schönthal.
Bereits vor dem Dreißigjährigen Krieg scheint das Bergwerk eingegangen zu sein.
1644 wurde das Bergwerk im Teilungsvertrag ohne Wert erwähnt.
1649 verlangte Johann von Wiedersperg von den Nürnbergern, das Kupferbergwerk wieder abzubauen, was diese verweigerten.
Das Kupferbergwerk befand sich östlich von Mutěnín.
Nach dieser ersten gab es noch vier weitere Betriebsperioden:
- von 1660 bis 1674
- von 1698 bis 1744: Während dieser Zeit wurde Kupfererz in Mutěnín verarbeitet. Dazu diente der Pocher (Pucher, Pleschhammer, Kunst) am Altbach. Es waren vier Beamte für das Bergwerk zuständig. 1721 betrug der Zehent 1000 Gulden. Im Grundbuch war ein St. Daniels Bergwerk und eine St. Antoni Zeche aufgeführt.
- von 1739 bis 1809
- von 1869 bis 1874: Gräfin Marie Coudenhove nahm das Bergwerk wieder in Betrieb. Es hieß Marien-Schacht. Zur Bewältigung des Wassers wurde eine Dampfmaschine eingesetzt.

Im Bergwerk gab es einen ungefähr 37 m tiefen Schacht.
In 19 m Tiefe verlief ein 40 cm dicker Quarzgang mit Kupfer und Eisenkies.
In 36,75 m Tiefe verlief ein Erzgang von 1 m Mächtigkeit in Nord-Süd-Richtung.
In der Tiefe waren die Erze schöner und reiner.
Wegen des Eindringens des Wassers, das mit den vorhandenen Mitteln nicht bewältigt werden konnte, musste man die Ausbeutung aufgeben.
Die Mutěníner Erzvorkommen sind Teil des Böhmischen Pfahls (tschechisch: Český křemenný val).
Dieser zieht sich von Dolní Žandov (Sandau) bei Cheb (Eger) zum Černé jezero (Schwarzen See) bei Železná Ruda (Eisenstein), Richtung Nord-Nord-West nach Süd-Süd-Ost.
Neben Kupfer kommen Eisen, Kobalt, Blei und Silber vor.
Die Hoffnungen auch Gold zu finden, die von Anfang an bis in die Gegenwart genährt wurden, haben sich nicht erfüllt.

### Weben und Klöppeln
Die Bauern der Gegend bauten Lein an.
Aus diesem wurden Flachsfasern gewonnen.
Diese wurden im Winter von den Frauen und Mädchen zu Garn versponnen.
Aus dem Garn wurden am Hauswebstuhl Leinenstoffe gewebt.
Durch das Kupferbergwerk in Mutěnín wanderten Bergleute mit ihren Frauen aus dem Erzgebirge nach Mutěnín.
Dort hatte wahrscheinlich Barbara Uthmann im Jahr 1561 das Spitzenklöppeln eingeführt.
So gelangte die Kunst des Klöppelns um 1710 nach Mutěnín.
Das Klöppeln wurde unter den Frauen schnell beliebt und verbreitete sich ausgehend von Mutěnín über die ganze Gegend.
Als städtisches Gewerbe wurde es 1766 freigegeben.
Besonders nach dem Niedergang der Flachsspinnerei durch Einführung der billigeren Baumwollstoffe in den Jahren 1870–1880, setzte sich das Klöppeln allgemein durch.
Dem Klöppeln ist es zu verdanken, dass auch in Krisenzeiten auch die ärmsten Haushalte immer über ein gewisses Einkommen verfügten.
In Mutěnín bestand von 1835 bis 1865 eine Spitzenhandelskompagnie geführt von Nikl Schnobrich, Christoph Honsowitz, Bartl Girg, Paul Eckert und Johann Neudecker.
Die brachten die Klöppelspitzen bis nach Tirol.
260 Frauen und Mädchen in Mutěnín gaben im Jahr 1910 Spitzenklöppeln als ihre Hauptbeschäftigung an.
Besonderes Verdienst um die Organisation des Spitzenklöppelns hat die Firma Wartha aus Böhmisch Schwarzach.
Nach dem 1. Weltkrieg beschäftigte sie 1500–1800 Heimklöpplerinnen.
Sie verkaufte die Spitzen bis nach Deutschland, Paris, Brüssel, Schweden, Dänemark und Holland.

### Syenit-Abbau
Es gab in der Umgebung von Mutěnín reichhaltige Vorkommen von Syenit.
Sie befanden sich an den Hängen nach Ostrov hin, den Hängen des Lískovec (Haselberg), des Lískovecká hůrka (Gibahorka), des Vinice (Weinberg) und auf den Feldern zwischen Mutěnín und Starý Kramolín (Alt Gramatin).
1902 kaufte die Wiener Firma Sommer & Weniger Grundstücke in der Größe von 3,5 ha.
Unter Leitung von Alois de Riz wurde das Gebiet geräumt und die Vorkommen wurden ausgebeutet.
Der Syenit wurde zu Grabsteinen, Denkmälern, Gartensäulen, Grenzsteinen und zur Pflasterung von Wegen und Straßen verarbeitet.
Entlang der Bahnlinie zwischen Bílovice (Wellowitz) und Hostouň wurden aus dem Mutěníner Syenit Brücken und Viadukte gebaut.
Der Tagebau war 22 m tief.
Er hatte eine kleine Feldbahn und einen Kran.
Das Gestein wurde mit Keilen abgebaut.
Sprengungen wurden zum Schutz des Gesteins vermieden.
Das Bergwerk beschäftigte 3 bis 6 Steinmetze und 6 bis 8 Arbeiter.
Es wurden pro Jahr 40 bis 50 m³ unpolierte Steine nach Wien gesandt.
1914 kam der Abbau wegen des 1. Weltkrieges zum Erliegen.
1920 pachtete Alois de Riz einen Syenit-Steinbruch 1 km nordwestlich des alten Steinbruches von Johann Frank in Starý Kramolín.
Diesen bearbeitete er zusammen mit seinen vier Söhnen selbständig.
Er hatte eine eigene Schleife, eine Polierwerkstatt und eine Gravierung.
Die Kriegerdenkmäler in Mutěnín, Tachov (Tachau) und Přimda (Pfraumberg) stammen aus seiner Produktion.
Professor Alois Fröhlich aus Meclov bestimmte den Stein als Diorit.
Nach Vorbereitungen, die schon 2013 begannen, wurde 2019 von der Firma LB Minerals nordöstlich von Mutěnín ein großer Steinbruch eröffnet.
In dem Steinbruch werden im Jahr ungefähr 100.000 Tonnen Feldspat abgebaut.
Der Feldspat wird zur Weiterverarbeitung mit Schwerlastern in ein Werk bei Poběžovice (Ronsperg) transportiert.
Die Gemeinde Mutěnín erhält pro abgebauter Tonne Feldspat 1,10 Kronen.
Das sind im Jahr 110.000 Kronen, was ungefähr 4174 Euro entspricht.
Für die Bewohner des bis dato stillen und beschaulichen Mutěníns bedeutete die Eröffnung des Steinbruchs ständiger Lärm durch die Arbeiten im Steinbruch, Gefährdung der Statik ihrer Häuser durch Sprengungen und Belastung der Ortsstraßen, die nicht für die Schwerlaster des Steinbruchs ausgelegt sind.

## Religion

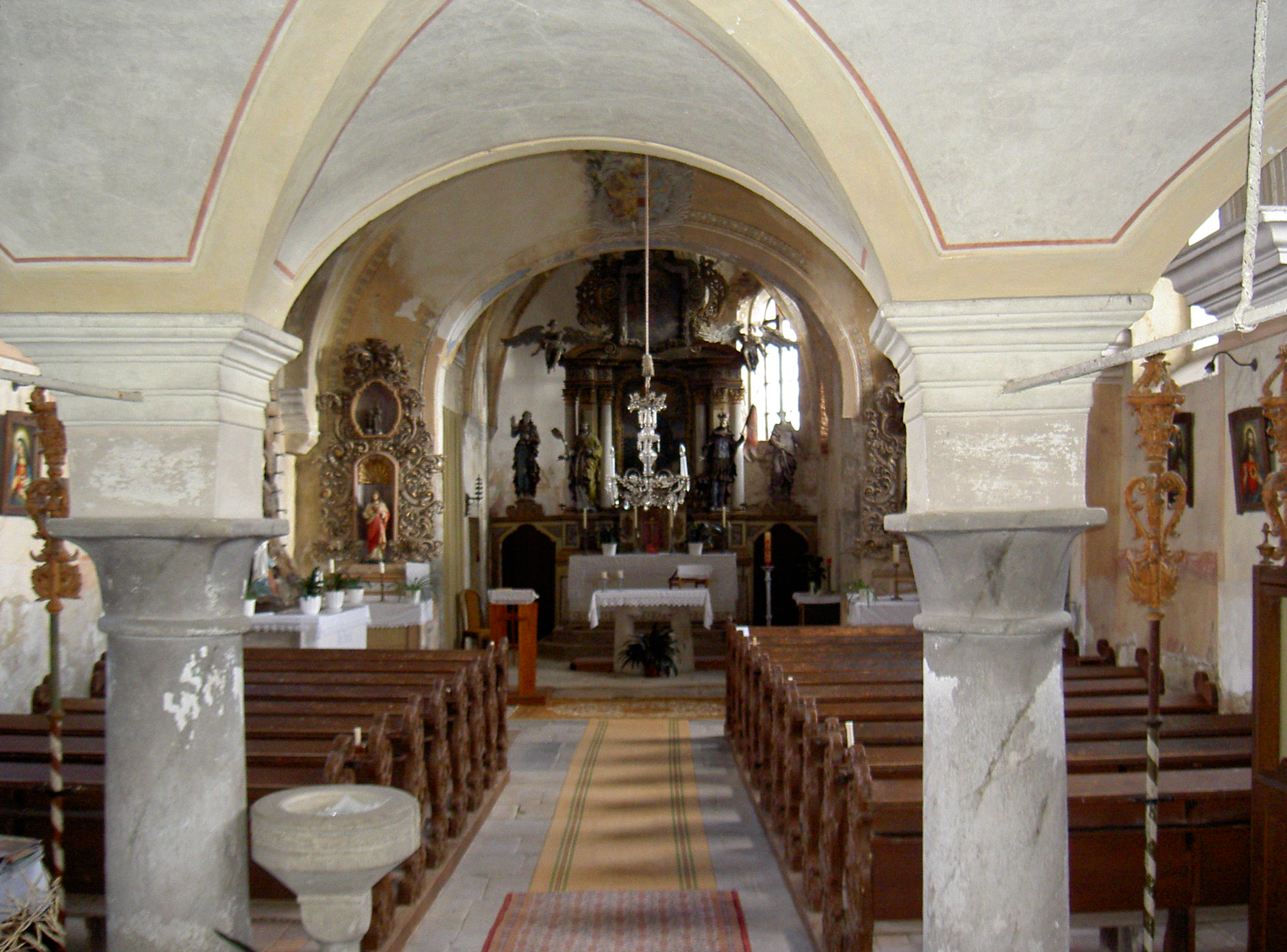
St. Bartholomäus Mutěnín, Kircheninnenraum, 2014

### Pfarrei Mutěnín
Im Jahr 1352 wurde erstmals eine Pfarrei in Mutěnín erwähnt. Zu dieser Zeit gehörte außer Mutěnín noch Ostrov (Wasserau) zur Pfarrei. 1360 und 1364 präsentierte Protiwa von Muttersdorf einen Pfarrer für Mutěnín. Bereits 1384 bestand eine Pfarrkirche. 1972 wurden bei einer Renovierung ein zugemauertes gotisches Fenster und Fresken entdeckt. Aus diesen Funden kann man schließen, dass an dieser Stelle in der 2. Hälfte des 14. Jahrhunderts eine gotische Kirche stand. Die Jahreszahl 1440 befindet sich auf einer Turmglocke neben dem Wappen der Wiedersperger. 1433 präsentierte Pawlik von Bělowic einen Pfarrer für Mutěnín und stiftete die Glocken von 1434 und 1440.
Von 1517 bis 1555 war Mutěnín von der Reformation betroffen. In dieser Zeit war Heinrich von Wiedersperg Herr von Mutěnín.
1573 wurde die Kirche in Mutěnín von pfälzischen Räubern geplündert. Daraufhin baten die Mutěníner Katholiken den Erzbischof von Prag um eine Spende zur Behebung des angerichteten Schadens. 1614 stiftete Heinrich von Wiedersperg der Mutěníner Kirche eine große Glocke mit dem Wappen der Wiedersperger.
Im 16. Jahrhundert und 17. Jahrhundert dehnte sich die Pfarrei Mutěnín jeweils auf weitere fünf Ortschaften aus. 1644 wurde der Friedhof St. Sebastian angelegt. In seiner Mitte stand die alte St.-Sebastian-Kirche.
Im 18. Jahrhundert umfasste die Pfarrei Mutěnín 14 der umliegenden Ortschaften.
1707 wurde die Kirche St. Bartholomäus im romanischen Stil erbaut. Sie erhielt einen 32 m hohen Kirchturm mit 6 bronzenen Glocken und ein kunstvoll gegossenes Taufbecken aus Zinn. Die Gruft der Wiedersperger wurde in der Mitte der Kirche angelegt.
1736 bekam die Pfarrei eine Kaplanstelle. 1759 spendete der Gutsherr eine große zinnerne Ampel, verziert mit dem Wiedersperger Wappen.
Diese wurde als ewiges Licht genutzt.
Nachdem der alte Pfarrhof beim großen Brand 1877 den Flammen zum Opfer gefallen war, wurde er 1878 neu aufgebaut.
Die Pfarrei hatte drei katholische Friedhöfe. Von 1359 bis 1945 wirkten in Mutěnín 38 Pfarrer und 53 Kapläne.
Zur Pfarrei Mutěnín gehörten: Mutěnín, Mostek (Schwanenbrückl), Korytany (Rindl), Stará Huť (Althütten), Ostrov (Wasserau), Velký Horšín (Groß-Gorschin), Malý Horšín (Klein-Gorschin), Knežská (Pfaffenberg), Horka (Putzbühl), Starý Kramolín (Alt-Gramatin) (seit 1784, vorher zu Hostouň), Horoušany (Horouschen) (seit 1784 zur Pfarrei Hostouň).
Bis 1784 gehörte Rybník nad Radbuzou (Waier) mit Horní Huť (Oberhütten), Dolní Huť (Unterhütten), Bedřichov (Friedrichshof), Bernštejn (Bernstein), Švarcava (Böhmisch Schwarzach), Závist (Neid), Neuhütten, Mlynářka (Schnaggenmühl) zur Pfarrei Mutěnín. Seit 1784 bildete Rybník (Waier) mit diesen Orten eine eigene Pfarrei.
Zur Gemeinde Korytany (Rindl) gehörte die Gemeinde Mladé Korytany (Jungrindl), die aber nach Pivoň (Stockau) eingepfarrt war.
Das sehr alte Sebastianskirchlein wurde 1813 vom russischen Militär als Quartier benutzt. Alles Holzwerk im Kirchlein wurde zur Feuerung verwendet. Das Kirchlein verfiel in der Folge.
Nach dem Zweiten Weltkrieg wurde in Mutěnín und Umgebung die deutsche Bevölkerung, die weitgehend Träger der katholischen Religiosität gewesen war, vertrieben. Die Einwohnerzahl von Mutěnín sank dadurch plötzlich von 1200 auf 200 Einwohner. Die wenigen verbliebenen und neuangesiedelten Tschechen hatten nur sehr wenig Interesse an Religion. Die Tschechen gehören zu den atheistischsten und religionslosesten Menschen in Europa. Im Jahr 2010 war in Tschechien mit 16 % der Anteil der Menschen, die an einen Gott glauben, am niedrigsten von allen EU-Staaten. Hinzu kam allgemeiner Gläubigenschwund und Priestermangel im ausgehenden 20. und beginnenden 21. Jahrhundert. Dies führte zu einer Zusammenlegung vieler kleiner Kirchengemeinden zu immer größeren Gebilden.
Im Jahr 2020 gehörte Mutěnín zur Pfarrgemeinde Poběžovice. Zur Pfarrei Poběžovice gehörten 2020: Drahotín, Hora Svatého Václava, Meclov, Hvožďany, Mnichov, Mutěnín, Nový Kramolín, Otov, Vlkanov, Poběžovice, Rybník.
Dagegen gehörte das benachbarte Hostouň zur Pfarrgemeinde Horšovský Týn. Zur Pfarrei Horšovský Týn gehörten 2020: Bělá nad Radbuzou, Horšovský Týn, Hostouň, Mezholezy, Mířkov, Přimda, Semněvice, Srby, Třemešné, Velký Malahov, Vidice.
Selbst diese riesigen Pfarrgemeinden hatten keine eigenen Priester, sondern wurden durch Beauftragte des Vikariats Domažlice sporadisch versorgt. Diese Beauftragten lebten nicht in ihrer Pfarrgemeinde, so wie das in früheren Zeiten für den Gemeindepfarrer üblich war, sondern sie wohnten in Domažlice und kamen nur bei Bedarf in die Pfarrgemeinde. Als Ursache dieser Praxis wurde angegeben, dass sich die Pfarrer in ihrer Pfarrei zu allein und einsam fühlen würden. So die Antwort des Pilsener Bischofs Tomáš Holub am 9. Juli 2019 auf die Frage, ob ein Pfarrer gefunden werden soll, der in Poběžovice seinen Beruf ausübt:

„Ne. Právě z toho důvodu, že Poběžovická farnost se ukázala jako farnost, která pro kněze, který má žít sám na faře, není při současných podmínkách a počtu věřící žitelná. Nelze opomenout ani osamělost, která ho tam posléze čeká. Proto jsem se v dalším kroku rozhodl, že farnost Poběžovice bude přímo spravovaná z Domažlic.“

„Nein. Weil sich die Gemeinde Poběžovice als eine Gemeinde erwies, die für einen Priester, der dort allein in der Pfarrei lebt, unter den gegenwärtigen Bedingungen und der Anzahl der Gläubigen, nicht lebenswert ist. Wir dürfen auch die Einsamkeit nicht vergessen, die ihn dort später erwartet. Daher habe ich im nächsten Schritt beschlossen, dass die Gemeinde Poběžovice direkt von Domažlice aus verwaltet wird.“

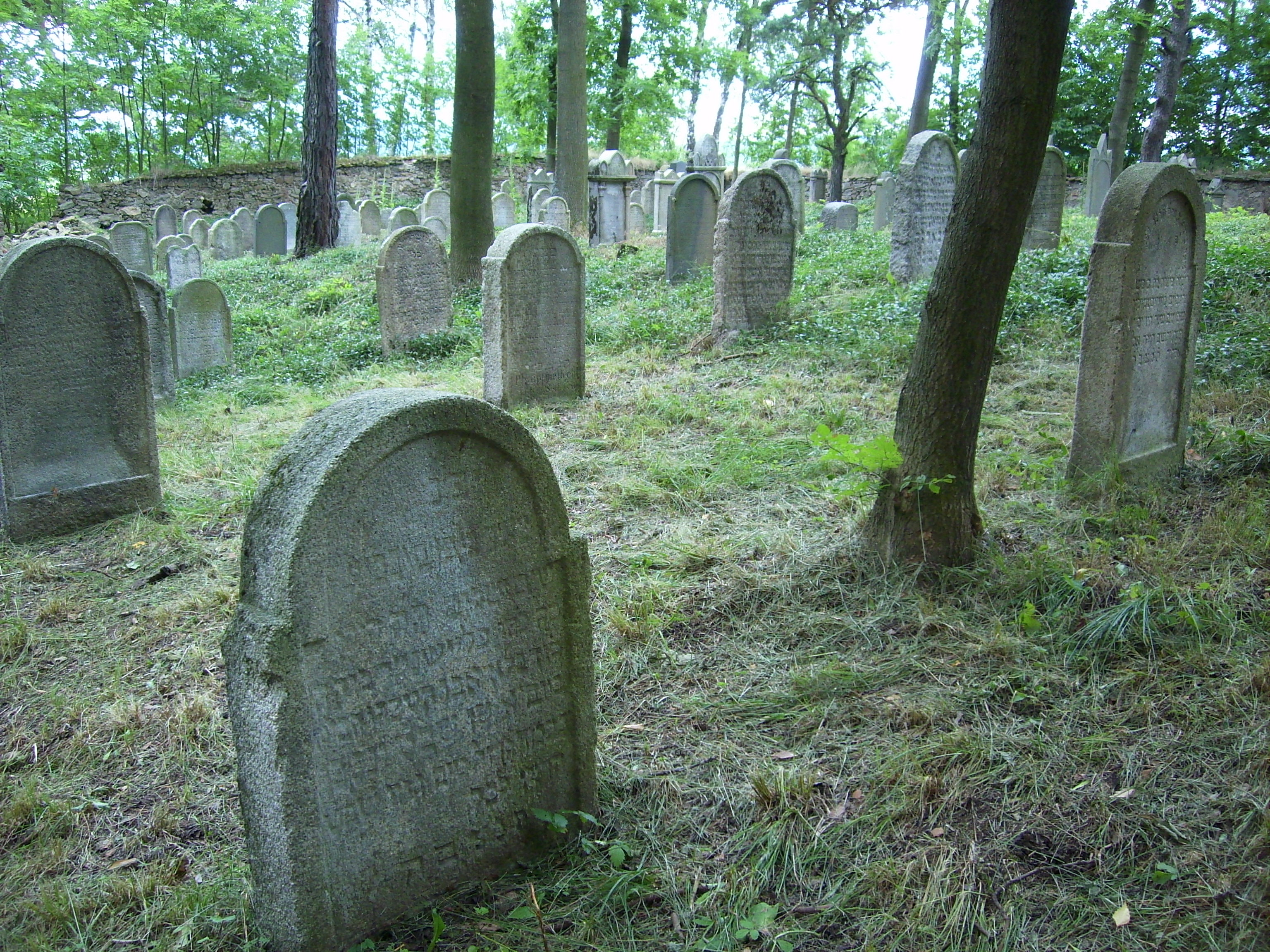
Jüdischer Friedhof in Mutěnín, 2010

### Jüdische Gemeinde Mutěnín
Seit 1635 gab es in Mutěnín eine jüdische Gemeinde. Um 1640 entstand der jüdische Friedhof auf dem hinteren Schafberg südlich von Mutěnín. Die jüdische Gemeinde blieb bis 1938 erhalten. Bei der letzten in Mutěnín verbliebene jüdische Familie handelte es sich um den Geschäftsmann Izidor Beck (56), seine Frau Maria (45) und seine Tochter Hanna (17). Die gesamte Familie wurde von den Deutschen im Konzentrationslager ermordet. Insgesamt wurden 9 Juden aus Mutěnín während des Holocaust von den Deutschen ermordet. Die Mutěníner Synagoge wurde 1939 durch die Nationalsozialisten zerstört und abgetragen.

## Schule
Aus dem Jahr 1616 gibt es eine Nachricht, dass in Mutěnín bereits seit 300 Jahren eine Schule besteht. Man nannte sie Schule, Pfarrschule, Trivialschule, seit 1870 Volksschule. Im Mittelalter wurde an der Schule Grammatik, Dialektik und Rhetorik gelehrt. Die Schulleiter nannte man Rektor, Ludirektor, Schullehrer, Lehrer, Oberlehrer, Direktor. Die Lehrer brauchten weder ein bestimmtes Alter noch eine Ausbildung. Einzige Voraussetzung war eine gewisse "Anstelligkeit". 1785 war der Schulgehilfe 15 Jahre alt.
Ein Schulhaus wird für Mutěnín erstmals 1654 erwähnt. 1765 wurde gegenüber dem alten Schulhaus ein großzügiger Neubau errichtet. Es handelt sich um das Haus Nr. 60, in dem heute (2020) das Rathaus untergebracht ist. Diese neue Schule hatte fünf Klassenräume, eine Kanzlei, ein Kabinett, ein Lehrmittel- und ein Konferenzzimmer. Außerdem gab es eine Lehrerwohnung in diesem Haus. Zunächst war die Schule nur einklassig. Ab 1896 wurde sie wegen steigender Schülerzahlen auf fünf Klassen erweitert. Nach Mutěnín waren eingeschult Starý Kramolín (Alt Gramatin), Ostrov (Wasserau), Erazim (Erasmus). Ostrov war zunächst eine Winterexpositur, ab 1918 dann eine eigene Schule. Das alte Schulhaus wurde 1800 verkauft.
Offenbar war die Schulbildung nicht schlecht, denn obwohl Mutěnín nur ein kleiner Ort mit rund 1200 Einwohnern war, gingen aus ihm hervor:
- 13 Geistliche und Nonnen
- 2 Oberpolizeiräte, tätig in Wien,
- 1 Dr. jur.
- 1 Ingenieur
- 1 Schulrat
- 3 Rektoren
- 1 Hauptlehrer
- 8 Oberlehrer
- 25 Lehrer und Lehrerinnen
- 5 Beamte des öffentlichen Dienstes, der Industrie und der Wirtschaft.[5][6]

### Lehrer in Mutěnín
Einige Oberlehrer in Mutěnín:
- Wenzel Lenk, Stabstrompeter aus Kuniowitz 1781–1819
- Andreas Lenk, Sohn des Vorigen, 1819–1831
- Josef Lenk, Sohn des Vorigen, 1838–1888
- Franz Mulz aus Muttersdorf 1888–1890
- Peter Baar aus St. Barbara 1890–1909
- Johann Micko aus Glöckelberg 1910–1924
- Karl Albrecht aus dem Böhmerwald 1925–1938
- Andreas Girg aus Altgramatin 1939–1945.

Der Lehrer Johann Micko (1861–1942) schrieb eine ausführliche Chronik Mutěníns und der umliegenden Ortschaften. Sie heißt Muttersdorfer Heimatkunde und umfasst 8 Hefte. Die meisten Informationen über Mutěnín in diesem Artikel und in den verschiedenen Heimatbüchern und Webseiten stammen aus diesem Werk. Direktor Karl Hannakam ergänzte die Aufzeichnungen von Micko.

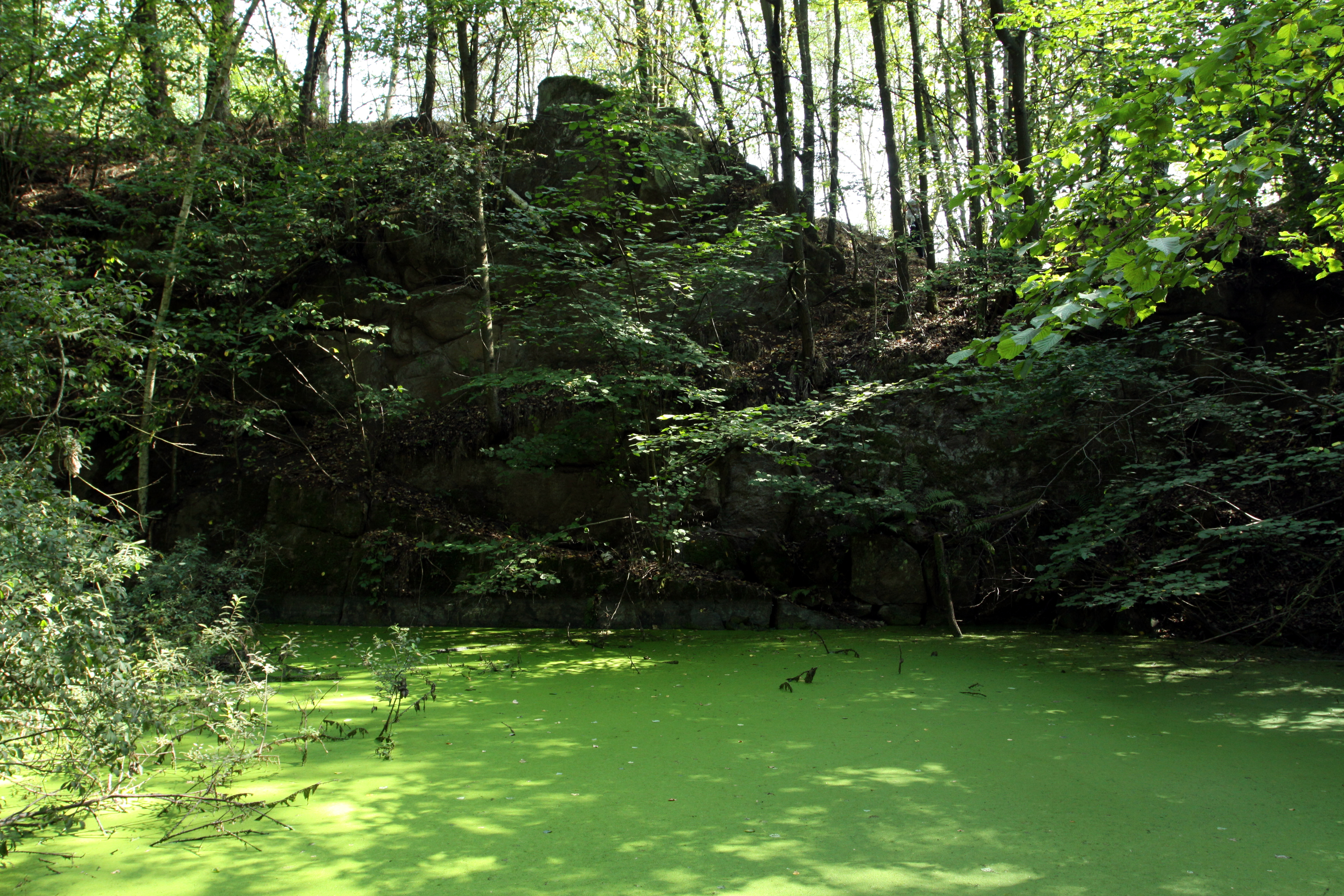
Naturschutzgebiet Mutěnínský lom, verlassener Steinbruch, 2015

## Naturschutzgebiet
Als Naturdenkmal gelten die verlassenen Steinbrüche nordwestlich von Mutěnín, das Mutěnínský lom (lom = Steinbruch). Das Naturschutzgebiet wurde im Jahr 1990 gegründet und hat eine Fläche von 1,70 ha (siehe Liste der Naturschutzgebiete im Plzeňský kraj#Naturdenkmäler).